# Донна Донна
«Донна Донна» («Дона Дона», «Дана Дана») — песня на идише, написанная компрозитором Шоломом Секундой на слова Арна Цейтлина и рассказывающая о телёнке, которого ведут на бойню. Популярна в США, а также в ряде других стран; например, её долгое время пели в японских школах.

## История
Песня была написана под названием «Дос кэлбл» (телёнок) композитором Шоломом Секундой на слова Арна Цейтлина на идише для мюзикла «Эстерке» (1940—1941), поставленного режиссёром Морисом Шварцем в 1941 году в Еврейском художественном театре на манхэттэнской Второй авеню. Впервые в США песня была напечатана в программке спектакля, а в 1943 году — отдельным нотным изданием под названием «Дана, дана, дана» (Metro Music Co., Нью-Йорк).
Собственно слова песни были написаны А. Цейтлиным раньше и опубликованы в журнальном издании его пьесы «Эстерке ун Казимир дэр гройсэр» (Эстерка и Казимир Великий, журнал «Глобус», Варшава, 1932). Для нью-йоркской постановки 1941 года Арн Цейтлин значительно переработал свою раннюю пьесу.
Песня была записана в ритме 2/4, для мужского и женского голосов, хора и оркестра. Секунда писал «Дана» для оркестра и «Дана Дана» для солистов. Текст идиша был записан на латинице. Для хора Секунда указал «andantino» и «sempre staccato» («всегда стаккато!»). Мелодия вступления повторялась в финале. Также было написано piu mosso (быстрее) для припева и некоторых пассажей, когда текст шёл про ветер. Сначала вступает женщина (Секунда писал «она», she), 4 строки, затем мужчина («он», he) поет следующие четыре строки. Начиная с припева, они поют вместе. Начиная с третьей части (Дана Дана Дана…) мужчина поет ниже, чем идет основная мелодия. Далее мелодия припева повторяется, тогда «он» поет мелодию, а «она» поет иногда «Дана», а иногда «Ах», на высоком голосе с техническим пассажем. Секунда писал «molto rit.» для завершения первого стиха (куплета). Имеются некоторые различия между оригинальной версией и той, которая стала широко известной. Секунда писал «а-а-а» для счёта хора с «надломленными» аккордами.
Первый перевод песни на английский был сделан самим Секундой, но не получил известности. Популярной в английской версии песня стала как «Донна Донна» в переводе Артура Кевесса и Тедди Шварца, написанном примерно в 1956 году. Особенно популярной песня стала после исполнения Джоан Баэз с гитарным аккомпанементом в 1960 году и Донована в 1965 году.
Песня была также переведена на многие другие языки, включая немецкий, французский, японский, иврит, эсперанто (является одной из самых узнаваемых и известных песен на эсперанто во всём мире) и русский. Русские переводы были сделаны Зеэвом Гейзелем в 2002 году, Анатолием Пинским, Виктором Шапиро (2009).
Песню исполняли такие исполнители, как Джоан Баэз, Донован, Хава Альберштейн, Теодор Бикель, Андре Цвейг, Элен Ролле в дуэте с Дороти, ансамбль еврейской песни на идише «Дона», а также она звучала в исполнении квартета «Ройял Найтс» на саундтреке к японскому аниме-сериалу «Юная революционерка Утэна». Песня была запрещена в Южной Корее как коммунистическая.

## Слова
| Текст на идиш אױפֿן פֿורל ליגט דאָס קעלבל, יגט געבונדן מיט אַ שטריק. הױך אין הימל פֿליט דאָס שװעלבל, פֿרייט זיך, דרייט זיך הין און צוריק. כאָר: לאַכט דער ווינט אין קאָרן, לאַכט און לאַכט און לאַכט, לאַכט ער אָפּ אַ טאָג אַ גאַנצן מיט אַ האַלבע נאַכט. דאָנאַ, דאָנאַ, דאָנאַ… שרייַט דאָס קעלבל, זאָגט דער פּױער: װער זשע הײסט דיר זײַן אַ קאַלב? װאָלסט געקענט דאָך זײַן אַ פֿױגל, װאָלסט געקענט דאָך זײַן אַ שװאַלב. כאָר בידנע קעלבער טוט מען בינדן און מען שלעפּט זײ און מען שעכט, װער ס'האָט פֿליגל, פֿליט אַרױפֿצו, איז בײַ קײנעם ניט קיין קנעכט. כאָר | Оригинальный текст в русской транслитерации Афн фурл лигт дос кэлбл, Лигт гебундн мит а штрик. hойх ин hимл флит дос швэбл, Фрэйт зих, дрэйт зих hин-ун-црик. Припев: Лахт дэр винт ин корн, Лахт ун лахт ун лахт, Лахт эр оп а тог а ганцн Мит а hалбэр нахт. Дона, дона, дона… Шрайт дос кэлбл, зогт дэт пойер: Вэр же hэйст дих зайн а калб? Волст гекэрт цу зайн а фойгл, Волст гекэнт цу зайн а швалб. Припев Биднэ келбэр тут мэн биндн Ун мэ шлэпт зэй ун мэ шехт, Вэр с’hот флигл, флит аройфцу, Из ба кейнэм нит кейн кнэхт. Припев | Перевод Виктора Шапиро На возу лежит теленок, Крепко связанный лежит. В небе звонкий жаворонок — Пташка вольная кружит… Припев: Ветерок смеется, Чуть колышет рожь, Он весь день, весь день смеется И почти всю ночь. Дона, дона, дона, дона… Говорит мужик теленку: Знать, такой уж твой удел, Был бы пташкой-жаворонком, То летел бы куда хотел. Припев Так уж выпало телятам — Быть добычей мясника, Ну, а кто рождён крылатым, Никому он не слуга. Припев | Перевод Зеэва Гейзеля Через поле да пригорок Всё телега катится, А за ней смешной телёнок На верёвке тащится… Припев: В небе соловей поёт, Чудная песенка: Вроде смех, а может — и Звон колокольчика — Дона-дона-дона-дона… Может, если б — если б только Тебе пару крыльев дать, В небо ты взлетел высоко, До него ведь крылом подать. Припев Но телёнок всё шагает Прямо в гости к мяснику, Он о небе не мечтает И не ведает тоску… Припев | Перевод Анатолия Пинского Вот на рынок катит бричка, Грустный в ней телок лежит. А высоко в небе птичка, Вьется ласточка, кружит. Припев: Как смеется ветер, Гонит тучи прочь, Он смеется день и вечер, И ещё всю ночь. Дона-дона, дона-дона… «Хватит хныкать, — крикнул возчик. — На кого тебе пенять? Сам родился ты теленком, Сам не хочешь, брат, летать». Припев И зачем телят зарежут, Им никто не объяснит. А кому мила свобода, Тот, как ласточка взлетит. Припев |  |

### Аудиоссылки
- Грамзаписи песни «Дона-Дона» на идише в архиве Фридмана (Пенсильванский университет) Архивная копия от 6 июня 2008 на Wayback Machine
- Андре Цвейг (иврит) Архивная копия от 19 мая 2006 на Wayback Machine
- Джоан Баэз (английский)
- «Дона Дона» по-английски в исполнении Донована (Donovan) 65 год Архивная копия от 20 января 2017 на Wayback Machine
- Теодор Бикель (идиш)
- Хава Альберштейн (идиш) Архивная копия от 19 мая 2006 на Wayback Machine
- «Дона Дона» первый куплет на иврите, вся песня по-русски, припев на идише Архивная копия от 25 сентября 2016 на Wayback Machine
- «Дона Дона» по-английски в исполнении Джоан Баэз (1983 год) Архивная копия от 7 октября 2017 на Wayback Machine
- «Дона Дона» по-французски Архивная копия от 22 сентября 2016 на Wayback Machine
- вьетнамский вариант «Дона Дона» Архивная копия от 2 мая 2021 на Wayback Machine
- «Дона Дона» по-японски в исполнении квартета «Royal Knights», аранжировка Хидеки Хагивара Архивная копия от 11 октября 2014 на Wayback Machine